# Демекушень
Демекушень, Демекушені (рум. Dămăcușeni) — село у повіті Марамуреш в Румунії. Адміністративно підпорядковане місту Тиргу-Лепуш.
Село розташоване на відстані 375 км на північний захід від Бухареста, 33 км на південний схід від Бая-Маре, 79 км на північ від Клуж-Напоки.

## Населення
За даними перепису населення 2002 року у селі проживала 971 особа.
Національний склад населення села:
| Національність | Кількість осіб | Відсоток |
| -------------- | -------------- | -------- |
| угорці         | 863            | 88,9%    |
| румуни         | 103            | 10,6%    |

Рідною мовою назвали:
| Мова      | Кількість осіб | Відсоток |
| --------- | -------------- | -------- |
| угорська  | 864            | 89,0%    |
| румунська | 102            | 10,5%    |